# Те Ата
Те Ата (повне ім'я Те Ата Фішер (англ. Te Ata Fisher), уроджена Мері Френсіс Томпсон (англ. Mary Frances Thompson); 1895—1995) — американська актриса індіанського походження (народ чикасо), а також оповідачка.
Стала відома тим, що розповідала історії про корінних американців. У 1930-х роках виступала як представник корінного населення Америки на державних обідах у президента Франкліна Рузвельта. 1957 року введена до Зали слави Оклахоми, названа першим скарбом штату Оклахома 1987 року і введена до Зали слави народу чикасо 1990 року.

## Життєпис
Народилася 3 грудня 1895 року в містечку Емет індіанського племені чикасо (нині місто Тішомінго в окрузі Джонстон цього штату) в сім'ї Томаса і Берті Томпсон. Ім'я Те Ата (мовою маорі аборигенів Нової Зеландії означає «ранок») їй дала в дитинстві невідома людина. Її дядько — Дуглас Джонстон — був останнім правителем народу чикасо.

### Освіта
Вчитися почала в племінній школі, через два роки її відправили в школу-інтернат для дівчаток чикасо — Bloomfield Academy. Там вона познайомилася зі вчителькою Мюрель Райт, яка стала згодом для Те Ати прикладом для наслідування. Потім закінчила зі званням salutatorian середню школу в Тішомінго. Восени 1915 року Те Ата почала навчання в жіночому коледжі Oklahoma College (нині університет University of Science and Arts of Oklahoma, USAO) у місті Чикаша, який закінчила 1919 року. Під час навчання в коледжі, вона працювала асистентом у місцевому театрі в театрального інструктора Френсіса Девіса, де познайомилася зі сценою.

### Діяльність
Саме Девіс запропонував Те Аті використовувати історії корінних американців для виступів перед глядачами у жіночому коледжі Оклахоми. На останньому курсі навчання вона виконувала пісні і оповідала про різні племена індіанців. Її попросили виступити в університеті Оклахоми і в інших установах штату. Після закінчення навчання їй, разом з композитором Терловом Лейрансом, запропонували брати участь у русі Шатокуа. Це дозволило Те Аті подорожувати Сполученими Штатами і сприяло зростанню її виконавського таланту.
Потім вона пройшла навчання в театрі при університеті Карнегі — Меллона в Піттсбурзі, Пенсільванія; після чого переїхала до Нью-Йорка, де виступала в декількох бродвейських постановках — найпомітнішою її роллю була Андромаха в трагедії «Троянки» Евріпіда. Але все ж Те Ата вирішила зосередитися на сольних виступах, виконуючи пісні американських корінних жителів і розповідаючи історії про них, досягнувши в цьому напрямку значного успіху. Вона виступала в особняку губернатора Нью-Йорка Франкліна Рузвельта; була присутня на першій державній вечері в Білому домі, коли він став президентом США. 1939 року Те Ата виступала в нью-йоркському Гайд-парку, коли подружжя Рузвельтів відвідували англійські король Георг VI і королева Єлизавета. Король і королева запросили Те Ату виступити в Англії. Вона здійснила багато поїздок  Сполученими Штатами, відвідала Данію, Швецію, Естонію, Фінляндію, Англію, Перу, Гватемалу, Канаду, Юкатан і Мексику.
Померла 25 жовтня 1995 року в місті Оклахома-Сіті. Її тіло кремовано, попіл розвіяно над річкою Pennington Creek в Тішомінго.

## Особисте життя
28 вересня 1933 року Те Ата вийшла заміж за доктора Джорджа Фішера з Bacone Indian University; весілля відбулося в місті Мескогі. Через свого чоловіка Те Ата набула багато друзів, серед яких перша леді Елеонору Рузвельт, Джим Торп і Вуді Крамбо. Її познайомили з Альбертом Ейнштейном, Генрі Фордом, Джоном Берроузом, Томасом Едісоном, Кларком Вісслером.

## Визнання

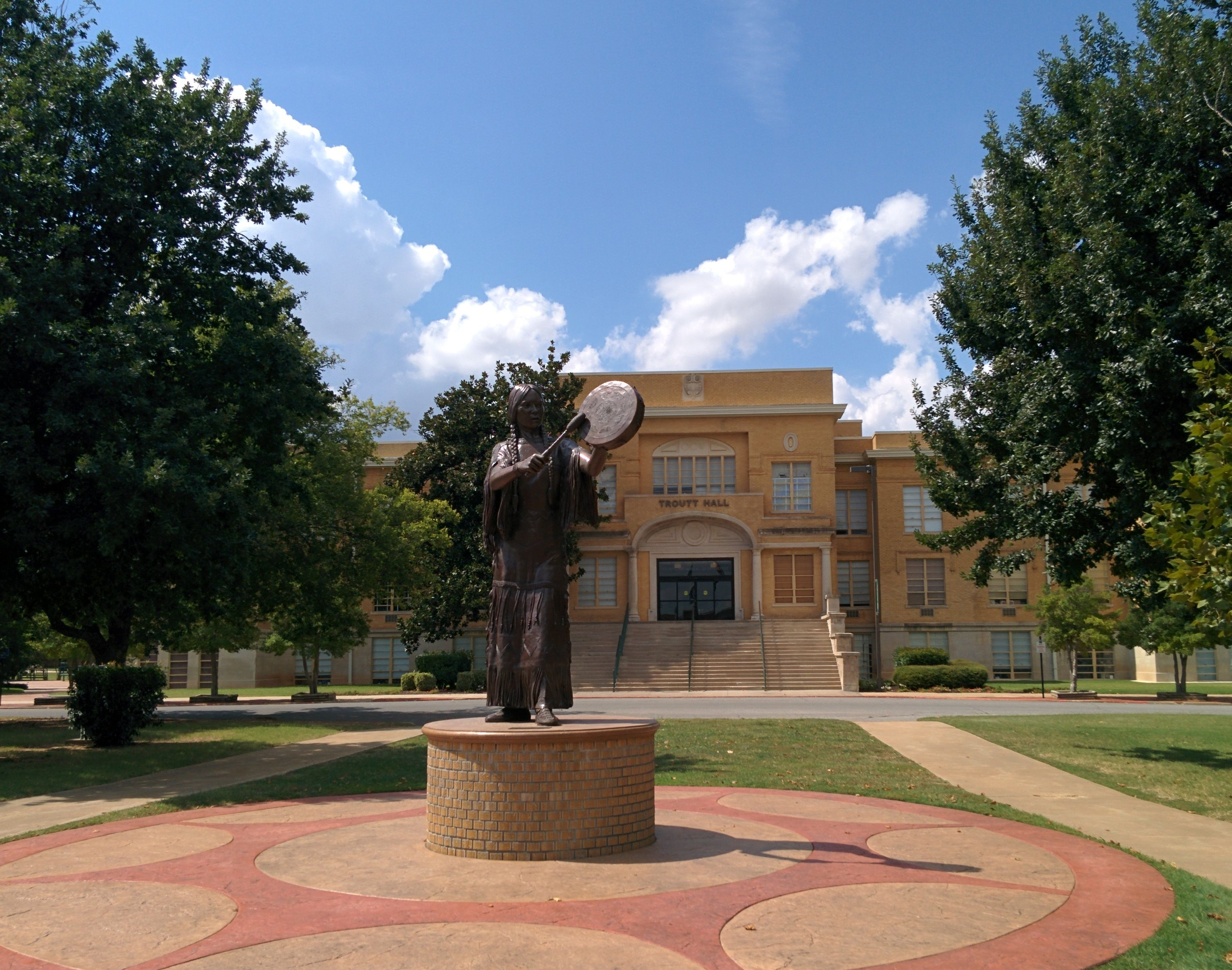
Пам'ятник Те Аті в кампусі USAO

Її виступи відзначено різними нагородами.
Про життя Те Ати писалося в багатьох книгах, п'єсах та журналах. 1924 року їй присвячено окрему статтю в жіночому журналі МакКолз у серії Types of American Beauty. 1976 року журнал Ледіз Гоум Джорнел визнав її жінкою року.
Ім'ям Те Ати названо озеро в штаті Нью-Йорк (Lake Te Ata).
2012 року акторка Куміко Конісі зіграла роль Те Ати у фільмі «Гайд-Парк на Гудзоні», присвяченому зустрічі Франкліна Рузвельта, короля Георга VI й королеви Єлизавети (у фільмі Те Ата виступає перед королем і королевою, як і в 1939 році).
2016 року вийшов байопік Натана Франковського «Те Ата» (в ролі Те Ати — К'оріанка Кілчер).